# Championnat du Zimbabwe de football 2003
Navigation
Saison suivante Saison suivante
La saison 2003 du Championnat du Zimbabwe de football est la quarante-et-unième édition de la première division professionnelle au Zimbabwe à poule unique, la National Premier Soccer League. Quatorze clubs prennent part au championnat qui prend la forme d'une poule unique où toutes les équipes se rencontrent deux fois au cours de la saison. En fin de saison, les deux derniers du classement sont directement relégués tandis que le 12e dispute un barrage de promotion-relégation.
C'est le club d'AmaZulu FC qui termine en tête du classement final, avec un seul point d'avance sur le quadruple tenant du titre, Highlanders FC et trois sur Dynamos FC Harare. C'est l'unique titre de champion du Zimbabwe de l'histoire du club.

## Les clubs participants
| - Motor Action FC - CAPS United - Black Rhinos - Kambuzuma United - Promu de Division II - Njube Sundowns - Promu de Division II - Lancashire Steel FC - Wankie FC | - Highlanders FC - Dynamos FC Harare - AmaZulu FC - Chapungu United FC - Shabanie Mine - Blue Swallows FC - Promu de Division II - Sporting Lions FC |

## Compétition
Le barème de points servant à établir le classement se décompose ainsi :
- Victoire : 3 points
- Match nul : 1 point
- Défaite : 0 point

### Classement
| Rang | Équipe              | Pts | J  | G  | N | P  | Bp | Bc | Diff |
| ---- | ------------------- | --- | -- | -- | - | -- | -- | -- | ---- |
| 1    | AmaZulu FC          | 51  | 26 | 14 | 9 | 3  | 57 | 22 | +35  |
| 2    | Highlanders FC T    | 50  | 26 | 14 | 8 | 4  | 40 | 21 | +19  |
| 3    | Dynamos FC Harare C | 48  | 26 | 15 | 6 | 5  | 45 | 24 | +21  |
| 4    | CAPS United         | 42  | 26 | 13 | 3 | 10 | 35 | 31 | +4   |
| 5    | Black Rhinos        | 41  | 26 | 12 | 5 | 9  | 36 | 33 | +3   |
| 6    | Motor Action FC     | 38  | 26 | 10 | 8 | 8  | 36 | 38 | -2   |
| 7    | Sporting Lions FC   | 37  | 26 | 10 | 7 | 9  | 32 | 33 | -1   |
| 8    | Shabanie Mine FC    | 31  | 26 | 8  | 7 | 11 | 48 | 45 | +3   |
| 9    | Lancashire Steel FC | 31  | 26 | 8  | 7 | 11 | 24 | 32 | -8   |
| 10   | Njube Sundowns P    | 31  | 26 | 8  | 7 | 11 | 24 | 36 | -12  |
| 11   | Wankie FC           | 29  | 26 | 8  | 5 | 13 | 31 | 46 | -15  |
| 12   | Kambuzuma United P  | 29  | 26 | 8  | 5 | 13 | 28 | 43 | -15  |
| 13   | Chapungu United FC  | 28  | 26 | 8  | 4 | 14 | 34 | 42 | -8   |
| 14   | Blue Swallows FC P  | 14  | 26 | 3  | 5 | 18 | 21 | 45 | -24  |

|  | Qualification pour la Ligue des champions 2004                                      |
|  | Qualification pour la Coupe de la confédération 2004                                |
|  | Participation au barrage de promotion-relégation                                    |
|  | Relégation en deuxième division                                                     |
|  | T : Tenant du titre C : Vainqueur de la Coupe du Zimbabwe P : Promu de Division One |

### Matchs

#### Barrage de promotion-relégation
Quatre équipes participent au barrage de promotion-relégation : le 12e de Premier Soccer League ainsi que les clubs arrivés 2e des trois poules régionales de Division One. 
| Rang | Équipe           | Pts | J | G | N | P | Bp | Bc | Diff |  | Résultats (▼ dom., ► ext.) | Kwe | Buy | Kam | Dou |
| ---- | ---------------- | --- | - | - | - | - | -- | -- | ---- |  | -------------------------- | --- | --- | --- | --- |
| 1    | Kwekwe Cables    | 15  | 6 | 5 | 0 | 1 | 13 | 7  | +6   |  | Kwekwe Cables              |     | 2-1 | 4-1 | 4-1 |
| 2    | Buymore FC       | 12  | 6 | 4 | 0 | 2 | 13 | 7  | +6   |  | Buymore FC                 | 3-0 |     | 3-0 | 3-2 |
| 3    | Kambuzuma United | 3   | 4 | 1 | 0 | 3 | 4  | 9  | -5   |  | Kambuzuma United           | 0-1 | 3-1 |     |     |
| 4    | Douglas Warriors | 0   | 4 | 0 | 0 | 4 | 4  | 11 | -7   |  | Douglas Warriors           | 1-2 | 0-2 |     |     |

## Bilan de la saison
| Championnat du Zimbabwe de football 2003 |                                                                                       |
| Champion                                 | AmaZulu FC (1er titre)                                                                |
| Coupes et trophées                       |                                                                                       |
| Vainqueur de la Coupe du Zimbabwe 2003   | Dynamos FC Harare                                                                     |
| Qualifications continentales             |                                                                                       |
| Ligue des champions 2004                 | AmaZulu FC                                                                            |
| Coupe de la confédération 2004           | Dynamos FC Harare                                                                     |
| Promotions et relégations                |                                                                                       |
| Promus en National Premier Soccer League | Zimbabwe Saints Masvingo United Eiffel Flats FC Railstars Gwanda United Kwekwe Cables |
| Relégués en Division One                 | Kambuzuma United Chapungu United Blue Swallows FC                                     |